# Richard Ciupka
 (septembre 2020).
Richard Ciupka, né en 1950 à Liège en Belgique, est un directeur de la photographie et réalisateur canadien d'origine polonaise.

## Biographie
Il a travaillé avec Claude Chabrol à plusieurs reprises, ainsi qu'avec Louis Malle et Alexandre Arcady en France et au Canada. Il a une très longue carrière comme réalisateur et directeur de la photographie en publicité. Il a gagné le Gémeaux de la meilleure direction photo dramatique en 2015 pour la série télévisée Nouvelle Adresse.

## Filmographie

### Comme directeur de la photographie

#### Cinéma
- 1975 : La Poursuite mystérieuse (The Mystery of the Millon Dollar Hockey Puck)
- 1977 : Ilsa, la tigresse du goulag (Tigress)
- 1980 : Deux affreux sur le sable (It Rained All Night the Day I Left)
- 1980 : Atlantic City de Louis Malle
- 1981 : Gabrielle (Yesterday) de Larry Kent
- 1981 : Accroche-toi, j'arrive (Dirty Tricks)
- 1982 : Melanie
- 1983 : Joy
- 1984 : Le Sang des autres de Claude Chabrol
- 1985 : Hold-up de Alexandre Arcady

#### Télévision
- 1979 : An American Christmas Carol
- 1983 : The Terry Fox Story
- 1984 : Heartsounds
- 1984 : Le Dernier Rempart (The Guardian) de David Greene
- 2013 à 2015 :  Nouvelle Adresse (34 épisodes)
- 2016 : Game On
- 2017 : Love Locks
- 2021 : Un Lien Familial (série télévisée)

### Comme réalisateur

#### Cinéma
- 1983 : Curtains (Curtains)
- 1992 : Coyote
- 1999 : Le Dernier Souffle
- 2002 : La Mystérieuse Mademoiselle C.
- 2004 : L'Incomparable Mademoiselle C.
- 2006 : Duo[1]

#### Télévision
- 1992 : The Heritage Minutes (20 épisodes)
- 1994 : Mourir d'amour
- 1995 : 10-07: L'affaire Zeus
- 1996 : 10-07: L'affaire Kafka
- 1998 : Émilie de la nouvelle lune (Emily of New Moon)
- 2000 : Task Force: Caviar

### Comme scénariste

#### Cinéma
- 1992 : Coyote